# Bergrath (Bad Münstereifel)
Bergrath ist ein Stadtteil von Bad Münstereifel im Kreis Euskirchen, Nordrhein-Westfalen.

## Lage
Der Ort liegt neben der Landesstraße 194. Die nächste Autobahnabfahrt auf der A 1 ist Blankenheim. Das Dorf liegt direkt an der Grenze zur Gemeinde Nettersheim.

## Geschichte
Bereits 1556 wurde Bergrath als zur Stadt Münstereifel gehörig bezeichnet. 
Bergrath gehörte zur eigenständigen Gemeinde Hohn, bis diese am 1. Juli 1969 nach Bad Münstereifel eingemeindet wurde.

## Verkehr
Die VRS-Buslinie 824 der RVK verbindet den Ort mit Bad Münstereifel und Blankenheim, ausschließlich als TaxiBusPlus im Bedarfsverkehr.
| Linie | Verlauf |
| ----- | --- |
| 824   | MiKE (außer im Schülerverkehr): Blankenheim – Mülheim – Tondorf – Buir – Holzmülheim – Frohngau – Roderath – Bouderath – (Witscheiderhof – Bergrath) / Kolvenbach – Hohn – Eicherscheid – Bad Münstereifel Eifelbad – Bad Münstereifel Bf |

Die Grundschulkinder werden zur Gemeinschaftsgrundschule nach Bad Münstereifel gebracht.